# 1963 en sports équestres
Chronologie des sports équestres
- 1962 en sports équestres - 1963 en sports équestres - 1964 en sports équestres

Cet article présente les faits marquants de l'année 1963 en sports équestres.

## Événements

### Année
- 6e édition des championnats d'Europe de saut d'obstacles à Rome (Italie).
- 1re édition des Championnats d'Europe de dressage en 1963 à Copenhague (Danemark).